# Rangers Football Club 2021-2022
Questa voce raccoglie le informazioni riguardanti il Rangers Football Club nelle competizioni ufficiali della stagione 2021-2022.

## Stagione
In Scottish Premiership i Rangers si classificano al secondo posto (89 punti), dietro al Celtic e davanti agli Hearts, qualificandosi così in Champions League. In Scottish Cup battono in finale gli Hearts e vincono per la 34ª volta la coppa. In Scottish League Cup sono eliminati in semifinale dall'Hibernian (1-3). In Champions League sono eliminati nel terzo turno di qualificazione dagli svedesi del Malmö FF (2-4 complessivo). In Europa League raggiungono la fase a gironi, dopo aver eliminato gli armeni dell'Alaškert nel turno di spareggi (1-0 complessivo). Inseriti nel gruppo A con Olympique Lione, Sparta Praga e Brøndby, si classificano al secondo posto con 8 punti e accedono alla fase finale, dove eliminano i tedeschi del Borussia Dortmund nel turno degli spareggi (6-4 complessivo),i serbi dello Stella Rossa negli ottavi di finale (4-2 complessivo),i portoghesi del Braga nei quarti di finale (3-2 complessivo) e i tedeschi del RB Lipsia (3-2 complessivo), poi sono sconfitti in finale dall'Eintracht Francoforte (1-1, 4-5 d.c.r.).

## Maglie e sponsor
| Casa | Trasferta | Terza divisa |

## Rosa
Aggiornato al 31 maggio 2022.
| N. |                             | Ruolo | Calciatore                 |
| -- | --------------------------- | ----- | -------------------------- |
| 1  | Scozia (bandiera)           | P     | Allan McGregor             |
| 2  | Inghilterra (bandiera)      | D     | James Tavernier (capitano) |
| 3  | Inghilterra (bandiera)      | D     | Calvin Bassey              |
| 4  | Inghilterra (bandiera)      | C     | John Lundstram             |
| 5  | Svezia (bandiera)           | D     | Filip Helander             |
| 6  | Inghilterra (bandiera)      | D     | Connor Goldson             |
| 7  | Romania (bandiera)          | C     | Ianis Hagi                 |
| 8  | Scozia (bandiera)           | C     | Ryan Jack                  |
| 9  | Inghilterra (bandiera)      | A     | Jermain Defoe              |
| 9  | Costa d'Avorio (bandiera)   | A     | Amad Diallo                |
| 10 | Irlanda del Nord (bandiera) | C     | Steven Davis               |
| 11 | Svizzera (bandiera)         | A     | Cedric Itten               |
| 13 | Inghilterra (bandiera)      | P     | Andy Firth                 |
| 14 | Inghilterra (bandiera)      | A     | Ryan Kent                  |
| 15 | Inghilterra (bandiera)      | D     | Jack Simpson               |
| 16 | Scozia (bandiera)           | D     | Nathan Patterson           |
| 16 | Galles (bandiera)           | C     | Aaron Ramsey               |
| 17 | Nigeria (bandiera)          | C     | Joe Aribo                  |
| 18 | Finlandia (bandiera)        | C     | Glen Kamara                |
| 19 | Stati Uniti (bandiera)      | C     | James Sands                |
| 19 | Croazia (bandiera)          | D     | Nikola Katić               |
| 20 | Colombia (bandiera)         | A     | Alfredo Morelos            |

| N. |                             | Ruolo | Calciatore       |
| -- | --------------------------- | ----- | ---------------- |
| 21 | Inghilterra (bandiera)      | A     | Brandon Barker   |
| 22 | Curaçao (bandiera)          | C     | Juninho Bacuna   |
| 22 | Polonia (bandiera)          | D     | Mateusz Żukowski |
| 23 | Scozia (bandiera)           | A     | Scott Wright     |
| 24 | Nigeria (bandiera)          | C     | Nnamdi Ofoborh   |
| 25 | Giamaica (bandiera)         | A     | Kemar Roofe      |
| 26 | Nigeria (bandiera)          | C     | Leon Balogun     |
| 27 | Scozia (bandiera)           | C     | Stephen Kelly    |
| 28 | Scozia (bandiera)           | P     | Robby McCrorie   |
| 30 | Zambia (bandiera)           | A     | Fashion Sakala   |
| 31 | Croazia (bandiera)          | D     | Borna Barišić    |
| 32 | Scozia (bandiera)           | A     | Jake Hastie      |
| 33 | Scozia (bandiera)           | P     | Jon McLaughlin   |
| 37 | Canada (bandiera)           | C     | Scott Arfield    |
| 42 | Irlanda del Nord (bandiera) | C     | Charlie McCann   |
| 43 | Scozia (bandiera)           | D     | Leon King        |
| 51 | Scozia (bandiera)           | C     | Alexander Lowry  |
| 52 | Inghilterra (bandiera)      | A     | Tony Weston      |
| 54 | Scozia (bandiera)           | P     | Kieran Wright    |
| 58 | Scozia (bandiera)           | C     | Cole McKinnon    |
| 62 | Irlanda del Nord (bandiera) | A     | Ross McCausland  |
| 64 | Scozia (bandiera)           | D     | Adam Devine      |

## Calciomercato

### Sessione estiva
| Acquisti | Acquisti         | Acquisti          | Acquisti               |
| R.       | Nome             | da                | Modalità               |
| -------- | ---------------- | ----------------- | ---------------------- |
| C        | Nnamdi Ofoborh   | Bournemouth       | definitivo (0 mln €)   |
| A        | Fashion Sakala   | Ostenda           | definitivo (0 mln €)   |
| C        | John Lundstram   | Sheffield Utd     | definitivo (0 mln €)   |
| C        | Glenn Middleton  | St. Johnstone     | fine prestito          |
| C        | Jordan Jones     | Sunderland        | fine prestito          |
| C        | Brandon Barker   | Oxford Utd        | fine prestito          |
| D        | George Edmundson | Derby County      | fine prestito          |
| C        | Jamie Barjonas   | Ayr Utd           | fine prestito          |
| C        | Juninho Bacuna   | Huddersfield Town | definitivo (2,3 mln €) |

| Cessioni | Cessioni         | Cessioni        | Cessioni                |
| R.       | Nome             | a               | Modalità                |
| -------- | ---------------- | --------------- | ----------------------- |
| C        | Glenn Middleton  | St. Johnstone   | prestito                |
| C        | Jordan Jones     | Wigan           | definitivo (0 mln €)    |
| D        | George Edmundson | Ipswich Town    | definitivo (875 mila €) |
| C        | Jamie Barjonas   |                 | svincolato              |
| A        | Greg Stewart     |                 | svincolato              |
| C        | Bongani Zungu    | Amiens          | fine prestito           |
| A        | Jake Hastie      | Partick Thistle | prestito                |
| A        | Cedric Itten     | Greuther Fürth  | prestito                |
| D        | Nikola Katić     | Hajduk Spalato  | prestito                |

### Sessione invernale
| Acquisti | Acquisti         | Acquisti        | Acquisti                |
| R.       | Nome             | da              | Modalità                |
| -------- | ---------------- | --------------- | ----------------------- |
| C        | James Sands      | New York City   | prestito                |
| A        | Cedric Itten     | Greuther Fürth  | fine prestito           |
| A        | Jake Hastie      | Partick Thistle | fine prestito           |
| A        | Amad Diallo      | Manchester Utd  | prestito                |
| D        | Mateusz Żukowski | Lechia Danzica  | definitivo (600 mila €) |
| C        | Aaron Ramsey     | Juventus        | prestito                |

| Cessioni | Cessioni         | Cessioni        | Cessioni              |
| R.       | Nome             | a               | Modalità              |
| -------- | ---------------- | --------------- | --------------------- |
| D        | Nathan Patterson | Everton         | definitivo (14 mln €) |
| C        | Stephen Kelly    | Salford City    | prestito              |
| P        | Kieran Wright    | Dumbarton       | prestito              |
| A        | Jermain Defoe    |                 | svincolato            |
| C        | Juninho Bacuna   | Birmingham City | definitivo (4 mln €)  |
| A        | Jake Hastie      | Linfield        | prestito              |
| A        | Brandon Barker   |                 | svincolato            |
| P        | Andy Firth       | Partick Thistle | prestito              |

## Risultati

### Scottish Premiership

#### Stagione regolare
| Arbitro: | John Beaton |

|                              |           |  |
| Hagi 8’ Wright 78’ Roofe 90’ | Marcatori |  |

| Arbitro: | Don Robertson |

|            |           |  |
| Robson 64’ | Marcatori |  |

| Arbitro: | David Munro |

|                             |           |                                               |
| Clarke 40’ White 77’ (rig.) | Marcatori | 17’ Aribo 19’ Goldson 56’ Morelos 84’ Arfield |

| Arbitro: | Kevin Clancy |

|              |           |  |
| Helander 66’ | Marcatori |  |

| Arbitro: | Willie Collum |

|                |           |                                |
| O'Halloran 51’ | Marcatori | 58’ (rig.) Roofe 79’ Tavernier |

| Arbitro: | Steven McLean |

|            |           |             |
| Sakala 12’ | Marcatori | 66’ Woolery |

| Arbitro: | Bobby Madden |

|  |           |           |
|  | Marcatori | 15’ Aribo |

| Arbitro: | Nick Walsh |

|                       |           |           |
| Roofe 60’ Morelos 78’ | Marcatori | 8’ Nisbet |

| Arbitro: | Don Robertson |

|               |           |             |
| Lundstram 40’ | Marcatori | 90’ Halkett |

| Arbitro: | Steve McLean |

|          |           |                              |
| Ronan 4’ | Marcatori | 42’ (rig.) Roofe 43’ Morelos |

| Arbitro: | John Beaton |

|                                  |           |                      |
| Morelos 20’ Tavernier 81’ (rig.) | Marcatori | 8’ Ramirez 16’ Brown |

| Arbitro: | Nick Walsh |

|            |           |                                                             |
| Mugabi 13’ | Marcatori | 43’ Tavernier 45+1’, 63’, 86’ Sakala 75’ Kamara 90+1’ Roofe |

| Arbitro: | David Munro |

|                                                    |           |                     |
| Aribo 19’ Kent 30’ Bacuna 49’ Iacovitti 60’ (aut.) | Marcatori | 6’ Hungbo 87’ White |

| Arbitro: | David Munro |

|              |           |                                 |
| Anderson 30’ | Marcatori | 8’ Arfield 16’ Aribo 68’ Sakala |

| Arbitro: | John Beaton |

|  |           |                  |
|  | Marcatori | 85’ (rig.) Roofe |

| Arbitro: | Alan Muir |

|                                          |           |  |
| Aribo 36’ Sweeney 55’ (aut.) Morelos 70’ | Marcatori |  |

| Arbitro: | Nick Walsh |

|  |           |                      |
|  | Marcatori | 9’ Morelos 13’ Aribo |

| Arbitro: | Euan Anderson |

|                      |           |  |
| Morelos 43’ Kent 49’ | Marcatori |  |

| Arbitro: | Alan Muir |

|                      |           |  |
| Tavernier 71’ (rig.) | Marcatori |  |

| Arbitro: | Steven McLean |

|                        |           |  |
| Wright 14’ Morelos 26’ | Marcatori |  |

| Arbitro: | Kevin Clancy |

|                     |           |          |
| Ferguson 73’ (rig.) | Marcatori | 20’ Hagi |

| Arbitro: | Don Robertson |

|             |           |  |
| Arfield 75’ | Marcatori |  |

| Arbitro: | Nick Walsh |

|                                         |           |                                     |
| White 25’ Charles-Cook 29’ Wright 90+6’ | Marcatori | 5’ Diallo 49’ Tavernier 72’ Goldson |

| Arbitro: | Bobby Madden |

|                          |           |  |
| Hatate 5’, 42’ Abada 44’ | Marcatori |  |

| Arbitro: | Willie Collum |

|                                                    |           |  |
| Morelos 11’, 64’ Kamara 72’ Arfield 75’ Sakala 84’ | Marcatori |  |

| Arbitro: | Nick Walsh |

|                                 |           |  |
| Tavernier 5’ (rig.) Morelos 57’ | Marcatori |  |

| Arbitro: | Bobby Madden |

|            |           |           |
| Graham 29’ | Marcatori | 76’ Aribo |

| Arbitro: | Don Robertson |

|                              |           |                         |
| Mugabi 22’ (aut.) Sakala 24’ | Marcatori | 52’ Roberts 76’ Woolery |

| Arbitro: | Willie Collum |

|  |           |           |
|  | Marcatori | 3’ Kamara |

| Arbitro: | John Beaton |

|           |           |  |
| Roofe 81’ | Marcatori |  |

| Arbitro: | Bobby Madden |

|           |           |                        |
| Elliot 6’ | Marcatori | 64’ Ramsey 86’ Goldson |

| Arbitro: | Willie Collum |

|           |           |                             |
| Ramsey 3’ | Marcatori | 7’ Rogic 43’ Carter-Vickers |

| Arbitro: | John Beaton |

|  |           |                                |
|  | Marcatori | 2’, 45+4’, 50’ Roofe 76’ Aribo |

#### Poule Scudetto
| Arbitro: | Nick Walsh |

|             |           |                                                  |
| Tierney 35’ | Marcatori | 14’ (aut.) Kelly 47’ Wright 62’ (rig.) Tavernier |

| Arbitro: | John Beaton |

|          |           |            |
| Jota 21’ | Marcatori | 67’ Sakala |

| Arbitro: | Steven McLean |

|                                 |           |  |
| Tavernier 55’ (rig.) Diallo 78’ | Marcatori |  |

| Arbitro: | Andrew Dallas |

|                                                       |           |           |
| Wright 13’ Tavernier 29’ (rig.) Sakala 82’ Diallo 90’ | Marcatori | 72’ White |

| Arbitro: | Kevin Clancy |

|            |           |                                    |
| Haring 24’ | Marcatori | 32’ Itten 45+1’ Lowry 81’ McKinnon |

### Scottish Cup
| Arbitro: | John Beaton |

|                                                     |           |  |
| Lowry 31’ Tavernier 37’ (rig.) Itten 59’ Sakala 86’ | Marcatori |  |

| Arbitro: | Alan Muir |

|  |           |                                  |
|  | Marcatori | 7’ Helander 22’ Roofe 32’ Sakala |

| Arbitro: | Steven McLean |

|  |           |                                            |
|  | Marcatori | 9’ Goldson 25’ (rig.) Tavernier 87’ Sakala |

| Arbitro: | Bobby Madden |

|            |           |                                  |
| Taylor 64’ | Marcatori | 78’ Arfield 114’ (aut.) Starfelt |

| Arbitro: | William Collum |

|                     |           |  |
| Jack 94’ Wright 97’ | Marcatori |  |

### Scottish League Cup
| Arbitro: | William Collum |

|                                                        |           |  |
| Lundstram 3’ Wright 17’ Hagi 19’ Roofe 33’, 65’ (rig.) | Marcatori |  |

| Arbitro: | Don Robertson |

|                       |           |  |
| Roofe 48’ Morelos 63’ | Marcatori |  |

| Arbitro: | Kevin Clancy |

|             |           |                           |
| Arfield 40’ | Marcatori | 9’, 21’, 38’ (rig.) Boyle |

### Champions League
| Arbitro: | Marciniak |

|                           |           |             |
| Rieks 47’ Birmančević 49’ | Marcatori | 90+5’ Davis |

| Arbitro: | Slavko Vinčić |

|             |           |                |
| Morelos 19’ | Marcatori | 53’, 58’ Čolak |

### Europa League
| Arbitro: | Anastasios Sidīropoulos |

|             |           |  |
| Morelos 67’ | Marcatori |  |

| Erevan 26 agosto 2021, ore 17:00 CEST Qualificazioni - Spareggi - Ritorno | Alaškert       | 0 – 0 (tot.: 0-1) referto | Rangers | Stadio repubblicano Vazgen Sargsyan (6 800 spett.)\| Arbitro: \| Tobias Stieler \| |
| Arbitro:                                                                  | Tobias Stieler |                           |         |                                                                                    |

| Arbitro: | Andreas Ekberg |

|  |           |                                 |
|  | Marcatori | 23’ Ekambi 55’ (aut.) Tavernier |

| Arbitro: | Ali Palabıyık |

|            |           |  |
| Hancko 29’ | Marcatori |  |

| Arbitro: | Fran Jović |

|                       |           |  |
| Balogun 18’ Roofe 30’ | Marcatori |  |

| Arbitro: | Nikola Dabanović |

|                    |           |          |
| Balogun 45’ (aut.) | Marcatori | 77’ Hagi |

| Arbitro: | Danny Makkelie |

|                  |           |  |
| Morelos 15’, 49’ | Marcatori |  |

| Arbitro: | Radu Petrescu |

|                   |           |            |
| Bassey 49’ (aut.) | Marcatori | 42’ Wright |

#### Fase ad eliminazione diretta
| Arbitro: | Clément Turpin |

|                              |           |                                                                   |
| Bellingham 51’ Guerreiro 82’ | Marcatori | 38’ (rig.) Tavernier 41’ Morelos 49’ Lundstram 54’ (aut.) Zagadou |

| Arbitro: | Antonio Mateu Lahoz |

|                           |           |                          |
| Tavernier 22’ (rig.), 57’ | Marcatori | 31’ Bellingham 42’ Malen |

| Arbitro: | Serdar Gözübüyük |

|                                              |           |  |
| Tavernier 11’ (rig.) Morelos 15’ Balogun 51’ | Marcatori |  |

| Arbitro: | István Kovács |

|                                       |           |          |
| Ivanić 10’ Ben Nabouhane 90+3’ (rig.) | Marcatori | 56’ Kent |

| Arbitro: | Davide Massa |

|          |           |  |
| Ruiz 40’ | Marcatori |  |

| Arbitro: | François Letexier |

|                                     |           |           |
| Tavernier 2’, 44’ (rig.) Roofe 101’ | Marcatori | 83’ Carmo |

| Arbitro: | Benoît Bastien |

|              |           |  |
| Angeliño 85’ | Marcatori |  |

| Arbitro: | Artur Soares Dias |

|                                        |           |            |
| Tavernier 19’ Kamara 24’ Lundstram 81’ | Marcatori | 71’ Nkunku |

| Arbitro: | Slavko Vinčić |

|                                  |                      |                                      |
| Borré 69’                        | Marcatori            | 57’ Aribo                            |
| Lenz Hrustic Kamada Kostić Borré | Tiri di rigore 5 – 4 | Tavernier Davis Arfield Ramsey Roofe |

## Statistiche

### Statistiche di squadra
Statistiche aggiornate al 18 maggio 2022.
| Competizione         | Punti | In casa | In casa | In casa | In casa | In casa | In casa | In trasferta | In trasferta | In trasferta | In trasferta | In trasferta | In trasferta | Totale | Totale | Totale | Totale | Totale | Totale | DR  |
| Competizione         | Punti | G       | V       | N       | P       | Gf      | Gs      | G            | V            | N            | P            | Gf           | Gs           | G      | V      | N      | P      | Gf     | Gs     | DR  |
| -------------------- | ----- | ------- | ------- | ------- | ------- | ------- | ------- | ------------ | ------------ | ------------ | ------------ | ------------ | ------------ | ------ | ------ | ------ | ------ | ------ | ------ | --- |
| Scottish Premiership | 89    | 19      | 14      | 4       | 1       | 40      | 12      | 19           | 13           | 4            | 2            | 40           | 19           | 38     | 27     | 8      | 3      | 80     | 31     | +49 |
| Scottish Cup         | -     | 1       | 1       | 0       | 0       | 4       | 0       | 2            | 2            | 0            | 0            | 6            | 0            | 5      | 5      | 0      | 0      | 14     | 1      | +13 |
| Scottish League Cup  | 0     | 2       | 2       | 0       | 0       | 7       | 0       | 0            | 0            | 0            | 0            | 0            | 0            | 3      | 2      | 0      | 1      | 8      | 3      | +5  |
| Champions League     | -     | 1       | 0       | 0       | 1       | 1       | 2       | 1            | 0            | 0            | 1            | 1            | 2            | 2      | 0      | 0      | 2      | 2      | 4      | -2  |
| Europa League        | 8     | 8       | 6       | 1       | 1       | 16      | 6       | 8            | 1            | 3            | 4            | 7            | 9            | 17     | 7      | 5      | 5      | 24     | 16     | +8  |
| Totale               | 97    | 31      | 23      | 5       | 3       | 68      | 20      | 30           | 16           | 7            | 7            | 54           | 30           | 65     | 41     | 13     | 11     | 128    | 55     | +73 |

### Andamento in campionato
| Giornata  | 1 | 2 | 3 | 4 | 5 | 6 | 7 | 8 | 9 | 10 | 11 | 12 | 13 | 14 | 15 | 16 | 17 | 18 | 19 | 20 | 21 | 22 | 23 | 24 | 25 | 26 | 27 | 28 | 29 | 30 | 31 | 32 | 33 | 34 | 35 | 36 | 37 | 38 |
| --------- | - | - | - | - | - | - | - | - | - | -- | -- | -- | -- | -- | -- | -- | -- | -- | -- | -- | -- | -- | -- | -- | -- | -- | -- | -- | -- | -- | -- | -- | -- | -- | -- | -- | -- | -- |
| Luogo     | C | T | T | C | T | C | T | C | C | T  | C  | T  | C  | T  | T  | C  | T  | C  | C  | C  | T  | C  | T  | T  | C  | C  | T  | C  | T  | C  | T  | C  | T  | T  | T  | T  | C  | T  |
| Risultato | V | P | V | V | V | N | V | V | N | V  | N  | V  | V  | V  | V  | V  | V  | V  | V  | V  | N  | V  | N  | P  | V  | V  | N  | N  | V  | V  | V  | P  | V  | V  | N  | V  | V  | V  |
| Posizione | 1 | 5 | 5 | 3 | 1 | 1 | 1 | 1 | 1 | 1  | 1  | 1  | 1  | 1  | 1  | 1  | 1  | 1  | 1  | 1  | 1  | 1  | 1  | 2  | 2  | 2  | 2  | 2  | 2  | 2  | 2  | 2  | 2  | 2  | 2  | 2  | 2  | 2  |

Legenda:

Luogo: C = Casa; T = Trasferta. Risultato: V = Vittoria; N = Pareggio; P = Sconfitta.

### Statistiche dei giocatori
| Giocatore     | Scottish Premiership | Scottish Premiership | Scottish Premiership | Scottish Premiership | Scottish Cup | Scottish Cup | Scottish Cup | Scottish Cup | League Cup | League Cup | League Cup  | League Cup | Coppe europee | Coppe europee | Coppe europee | Coppe europee | Totale   | Totale | Totale      | Totale     |
| Giocatore     | Presenze             | Reti                 | Ammonizioni          | Espulsioni           | Presenze     | Reti         | Ammonizioni  | Espulsioni   | Presenze   | Reti       | Ammonizioni | Espulsioni | Presenze      | Reti          | Ammonizioni   | Espulsioni    | Presenze | Reti   | Ammonizioni | Espulsioni |
| ------------- | -------------------- | -------------------- | -------------------- | -------------------- | ------------ | ------------ | ------------ | ------------ | ---------- | ---------- | ----------- | ---------- | ------------- | ------------- | ------------- | ------------- | -------- | ------ | ----------- | ---------- |
| A. McGregor   | 29                   | -25                  | 2                    | 0                    | 1            | 0            | 0            | 0            | 1          | -3         | 0           | 0          | 2+15          | -4+-15        | 1+1           | 0             | 48       | -47    | 4           | 0          |
| A. Firth      | 0                    | 0                    | 0                    | 0                    | 0            | 0            | 0            | 0            | 0          | 0          | 0           | 0          | 0             | 0             | 0             | 0             | 0        | 0      | 0           | 0          |
| R. McCrorie   | 1                    | 0                    | 0                    | 0                    | 0            | 0            | 0            | 0            | 0          | 0          | 0           | 0          | 0+1           | 0             | 0             | 0             | 2        | 0      | 0           | 0          |
| J. McLaughlin | 8                    | -6                   | 2                    | 0                    | 5            | -1           | 0            | 0            | 2          | 0          | 0           | 0          | 0+1           | 0+-1          | 0             | 0             | 16       | -8     | 2           | 0          |
| K. Wright     | 0                    | 0                    | 0                    | 0                    | 0            | 0            | 0            | 0            | 0          | 0          | 0           | 0          | 0             | 0             | 0             | 0             | 0        | 0      | 0           | 0          |
| J. Tavernier  | 35                   | 9                    | 8                    | 0                    | 4            | 2            | 0            | 0            | 2          | 0          | 0           | 0          | 2+15          | 0+7           | 0+1           | 0             | 58       | 18     | 9           | 0          |
| C. Bassey     | 29                   | 0                    | 4                    | 0                    | 3            | 0            | 2            | 0            | 3          | 0          | 1           | 0          | 0+15          | 0             | 0+1           | 0             | 50       | 0      | 8           | 0          |
| F. Helander   | 6                    | 1                    | 0                    | 0                    | 2            | 1            | 0            | 0            | 0          | 0          | 0           | 0          | 1+2           | 0             | 0             | 0             | 11       | 2      | 0           | 0          |
| C. Goldson    | 36                   | 3                    | 7                    | 0                    | 4            | 1            | 1            | 0            | 3          | 0          | 0           | 0          | 2+16          | 0             | 0+4           | 0             | 61       | 4      | 12          | 0          |
| J. Simpson    | 4                    | 0                    | 0                    | 0                    | 2            | 0            | 0            | 0            | 1          | 0          | 0           | 0          | 0             | 0             | 0             | 0             | 7        | 0      | 0           | 0          |
| N. Patterson  | 6                    | 0                    | 0                    | 0                    | 0            | 0            | 0            | 0            | 2          | 0          | 0           | 0          | 0+3           | 0             | 0+1           | 0             | 11       | 0      | 1           | 0          |
| N. Katić      | 0                    | 0                    | 0                    | 0                    | 0            | 0            | 0            | 0            | 0          | 0          | 0           | 0          | 0             | 0             | 0             | 0             | 0        | 0      | 0           | 0          |
| M. Żukowski   | 0                    | 0                    | 0                    | 0                    | 1            | 0            | 0            | 0            | 0          | 0          | 0           | 0          | 0             | 0             | 0             | 0             | 1        | 0      | 0           | 0          |
| L. Balogun    | 21                   | 0                    | 4                    | 1                    | 3            | 0            | 0            | 0            | 2          | 0          | 0           | 0          | 1+10          | 0+2           | 0             | 0             | 37       | 2      | 4           | 1          |
| B. Barišić    | 23                   | 0                    | 4                    | 0                    | 2            | 0            | 0            | 0            | 1          | 0          | 1           | 0          | 2+15          | 0             | 1+3           | 0             | 43       | 0      | 9           | 0          |
| L. King       | 4                    | 0                    | 1                    | 0                    | 2            | 0            | 0            | 0            | 0          | 0          | 0           | 0          | 0             | 0             | 0             | 0             | 6        | 0      | 1           | 0          |
| A. Devine     | 2                    | 0                    | 0                    | 0                    | 0            | 0            | 0            | 0            | 0          | 0          | 0           | 0          | 0             | 0             | 0             | 0             | 2        | 0      | 0           | 0          |
| J. Lundstram  | 27                   | 1                    | 1                    | 0                    | 3            | 0            | 0            | 0            | 2          | 1          | 0           | 0          | 1+15          | 0+2           | 0+4           | 0+1           | 48       | 4      | 5           | 1          |
| I. Hagi       | 15                   | 2                    | 2                    | 0                    | 1            | 0            | 0            | 0            | 3          | 1          | 0           | 0          | 1+7           | 0+1           | 0             | 0             | 27       | 4      | 2           | 0          |
| R. Jack       | 9                    | 0                    | 0                    | 0                    | 3            | 1            | 1            | 0            | 1          | 0          | 0           | 0          | 0+9           | 0             | 0+2           | 0             | 22       | 1      | 3           | 0          |
| S. Davis      | 18                   | 0                    | 0                    | 0                    | 3            | 0            | 0            | 0            | 1          | 0          | 0           | 0          | 2+9           | 1+0           | 0+1           | 0             | 33       | 1      | 1           | 0          |
| R. Kent       | 26                   | 2                    | 4                    | 1                    | 3            | 0            | 0            | 0            | 1          | 0          | 0           | 0          | 2+14          | 0+1           | 0             | 0             | 46       | 3      | 4           | 1          |
| J. Aribo      | 34                   | 8                    | 5                    | 0                    | 2            | 0            | 1            | 0            | 3          | 0          | 0           | 0          | 1+17          | 0+1           | 0+3           | 0             | 57       | 9      | 9           | 0          |
| A. Ramsey     | 7                    | 2                    | 0                    | 0                    | 3            | 0            | 0            | 0            | 0          | 0          | 0           | 0          | 0+3           | 0             | 0             | 0             | 13       | 2      | 0           | 0          |
| G. Kamara     | 31                   | 3                    | 0                    | 0                    | 3            | 0            | 0            | 0            | 3          | 0          | 0           | 0          | 0+15          | 0+1           | 0+3           | 0+1           | 52       | 4      | 3           | 1          |
| J. Sands      | 7                    | 0                    | 1                    | 0                    | 2            | 0            | 0            | 0            | 0          | 0          | 0           | 0          | 0+5           | 0             | 0             | 0             | 14       | 0      | 1           | 0          |
| J. Bacuna     | 6                    | 1                    | 2                    | 0                    | 1            | 0            | 0            | 0            | 1          | 0          | 0           | 0          | 0+4           | 0             | 0             | 0             | 12       | 1      | 2           | 0          |
| B. Barker     | 0                    | 0                    | 0                    | 0                    | 1            | 0            | 0            | 0            | 0          | 0          | 0           | 0          | 0             | 0             | 0             | 0             | 1        | 0      | 0           | 0          |
| N. Ofoborh    | 0                    | 0                    | 0                    | 0                    | 0            | 0            | 0            | 0            | 0          | 0          | 0           | 0          | 0             | 0             | 0             | 0             | 0        | 0      | 0           | 0          |
| S. Kelly      | 0                    | 0                    | 0                    | 0                    | 0            | 0            | 0            | 0            | 1          | 0          | 0           | 0          | 0+1           | 0             | 0             | 0             | 2        | 0      | 0           | 0          |
| S. Arfield    | 29                   | 4                    | 3                    | 0                    | 2            | 1            | 0            | 0            | 3          | 1          | 0           | 0          | 2+14          | 0             | 1+1           | 0             | 50       | 6      | 5           | 0          |
| C. McCann     | 2                    | 0                    | 0                    | 0                    | 2            | 0            | 1            | 0            | 0          | 0          | 0           | 0          | 0             | 0             | 0             | 0             | 4        | 0      | 1           | 0          |
| A. Lowry      | 4                    | 1                    | 1                    | 0                    | 3            | 1            | 0            | 0            | 0          | 0          | 0           | 0          | 0             | 0             | 0             | 0             | 7        | 2      | 1           | 0          |
| C. McKinnon   | 1                    | 1                    | 0                    | 0                    | 0            | 0            | 0            | 0            | 0          | 0          | 0           | 0          | 0             | 0             | 0             | 0             | 1        | 1      | 0           | 0          |
| J. Defoe      | 2                    | 0                    | 0                    | 0                    | 0            | 0            | 0            | 0            | 0          | 0          | 0           | 0          | 0             | 0             | 0             | 0             | 2        | 0      | 0           | 0          |
| A. Diallo     | 10                   | 3                    | 1                    | 0                    | 3            | 0            | 1            | 0            | 0          | 0          | 0           | 0          | 0             | 0             | 0             | 0             | 13       | 3      | 2           | 0          |
| C. Itten      | 6                    | 1                    | 0                    | 0                    | 2            | 1            | 0            | 0            | 0          | 0          | 0           | 0          | 1+2           | 0             | 1+0           | 0             | 11       | 2      | 1           | 0          |
| A. Morelos    | 26                   | 11                   | 7                    | 0                    | 1            | 0            | 0            | 0            | 3          | 1          | 0           | 0          | 1+11          | 1+5           | 1+2           | 0             | 42       | 18     | 10          | 0          |
| S. Wright     | 19                   | 4                    | 0                    | 0                    | 3            | 1            | 0            | 0            | 3          | 1          | 0           | 0          | 2+10          | 0+1           | 0+1           | 0             | 37       | 7      | 1           | 0          |
| K. Roofe      | 21                   | 10                   | 1                    | 0                    | 4            | 1            | 0            | 0            | 2          | 3          | 0           | 0          | 0+9           | 0+2           | 0+1           | 0             | 36       | 16     | 2           | 0          |
| F. Sakala     | 30                   | 9                    | 1                    | 0                    | 5            | 3            | 0            | 0            | 2          | 0          | 0           | 0          | 2+11          | 0             | 0+2           | 0             | 50       | 12     | 3           | 0          |
| T. Weston     | 1                    | 0                    | 0                    | 0                    | 0            | 0            | 0            | 0            | 0          | 0          | 0           | 0          | 0             | 0             | 0             | 0             | 1        | 0      | 0           | 0          |
| R. McCausland | 1                    | 0                    | 0                    | 0                    | 0            | 0            | 0            | 0            | 0          | 0          | 0           | 0          | 0             | 0             | 0             | 0             | 1        | 0      | 0           | 0          |